# Comuna Brajînți, Polonne
Brajînți (în ucraineană Бражинці) este o comună în raionul Polonne, regiunea Hmelnîțkîi, Ucraina, formată din satele Brajînți (reședința), Fadiivka și Kipciînți.

## Demografie
Componența lingvistică a comunei Brajînți
     Ucraineană (99,51%)
     Alte limbi (0,49%)
Conform recensământului din 2001, majoritatea populației comunei Brajînți era vorbitoare de ucraineană (99,51%), existând în minoritate și vorbitori de alte limbi.